# Jan Antonín Vocásek
Jan Antonín Vocásek - Hrošecký (také Johann Anton Hroschetzky) (26. února 1706 Rychnov nad Kněžnou – 26. června 1757 Rychnov nad Kněžnou), byl český barokní malíř.

## Život
Jan Antonín Vocásek se narodil 26. února 1706 v Rychnově nad Kněžnou ve čtvrti zvané Velká Láň manželům Tobiáši Vocáskovi a Kateřině Vocáskové. Malířova matka pocházela z Hrošky u Bílého Újezda a odtud převzal přídomek Hrošecký. Jan Antonín projevoval mimořádné malířské nadání již od dětství. Malířsky se vzdělával pravděpodobně samostudiem a v dílně Jeronýma Kapouna. V roce 1731 se oženil s Veronikou Kapounovou. Tím se přiženil do rodiny Jeronýma Kapouna, který měl v Rychnově nad Kněžnou umělecko-řemeslnou dílnu. Z manželství vzešli dva synové a pět dcer.
Do povědomí pánů z Kolovrat, resp. svého mecenáše Františka Karla II. Libštejnského z Kolovrat (1684–1753), se Jan Antonín Vocásek dostal pravděpodobně právě díky vlivu Jeronýma Kapouna. O malířově životě nemáme mnoho zpráv. Vocáskova zdánlivě nesourodá tvorba není příliš početná. Maloval zátiší s rybami, ulovenými ptáky, květinami a ovocem s realisticky detailní přesností, stejně tak podobizny koní z kolovratského hřebčína. Některé obrazy signoval (podepisoval) příjmením po matce Hroschecky nebo Hroschetzky. Jeho obrazy jsou umístěny na zámku v Rychnově nad Kněžnou  a v Národní galerii v Praze. Podle jeho kresby Panny Marie Rychnovské vytvořil Michael Jindřich Rentz mědirytinu, použitou jako titulní obrázek modlitební knížky.
Jan Antonín Vocásek zemřel 26. června 1757 v Rychnově nad Kněžnou a byl pohřben na tamním hřbitově při kapli Proměnění Páně.

## Galerie

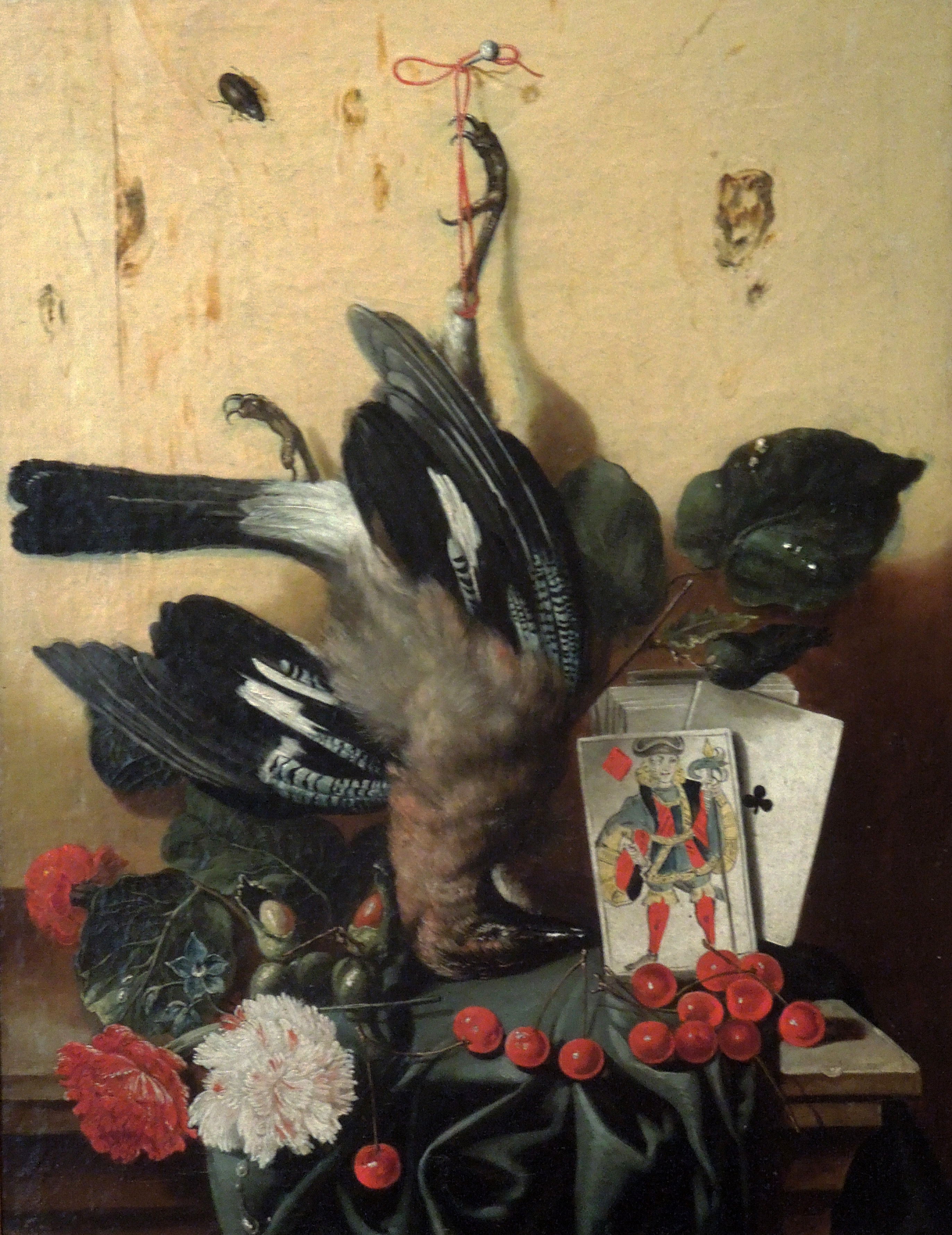
Jan Antonín Vocásek – Zátiším se sojkou, ovocem, květinami,kartami a miskou
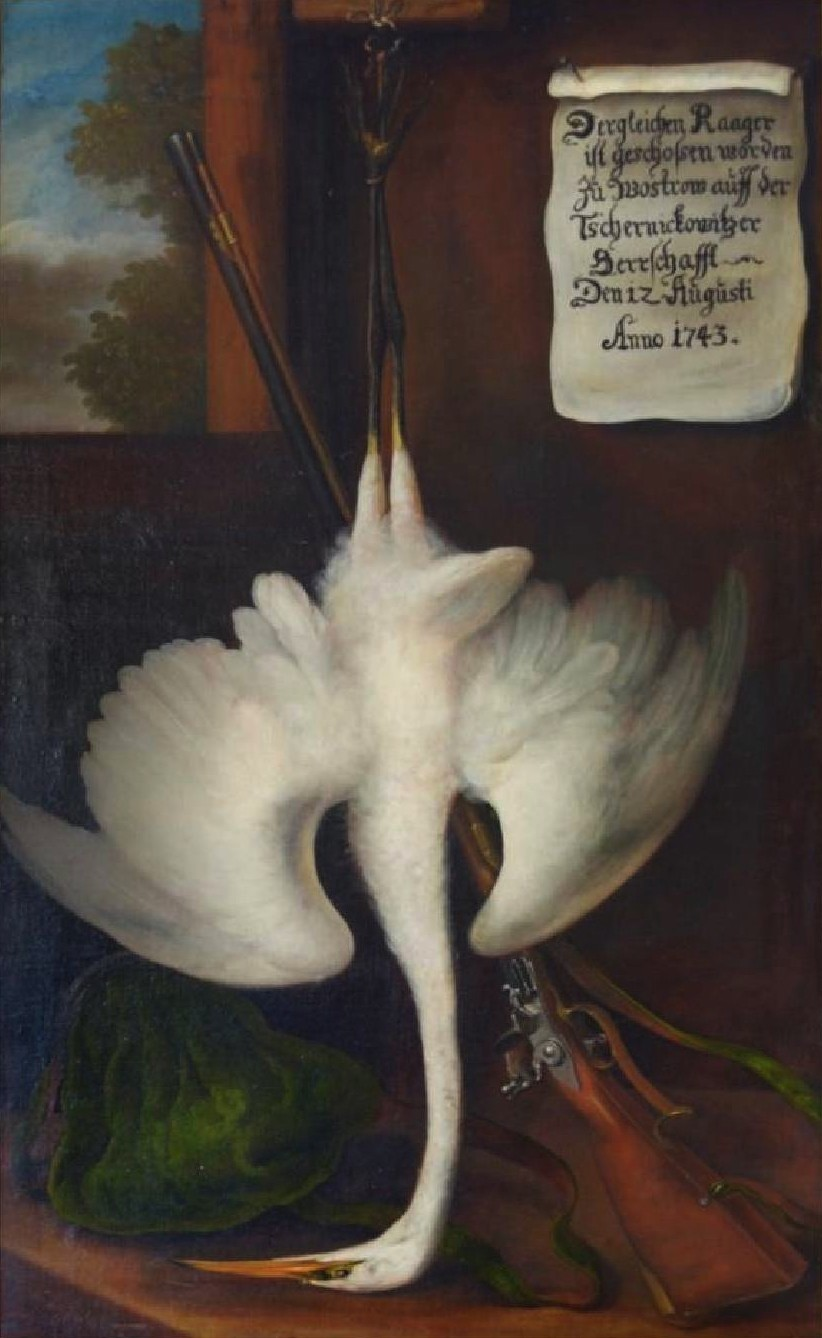
Jan Antonín Vocásek – Bílá volavka střelená na Ostrově
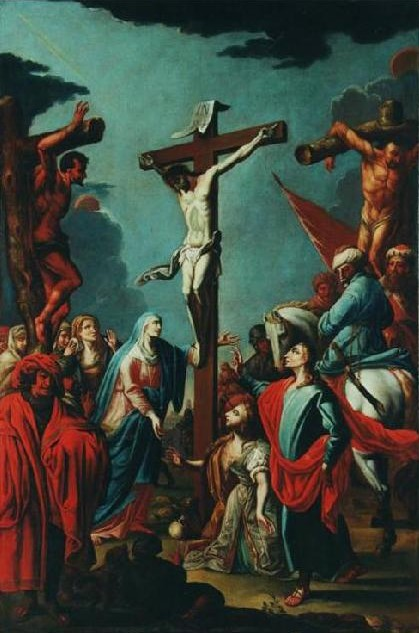
Jan Antonín Vocásek – Čtrnáct zastavení křížové cesty, XII. zastavení
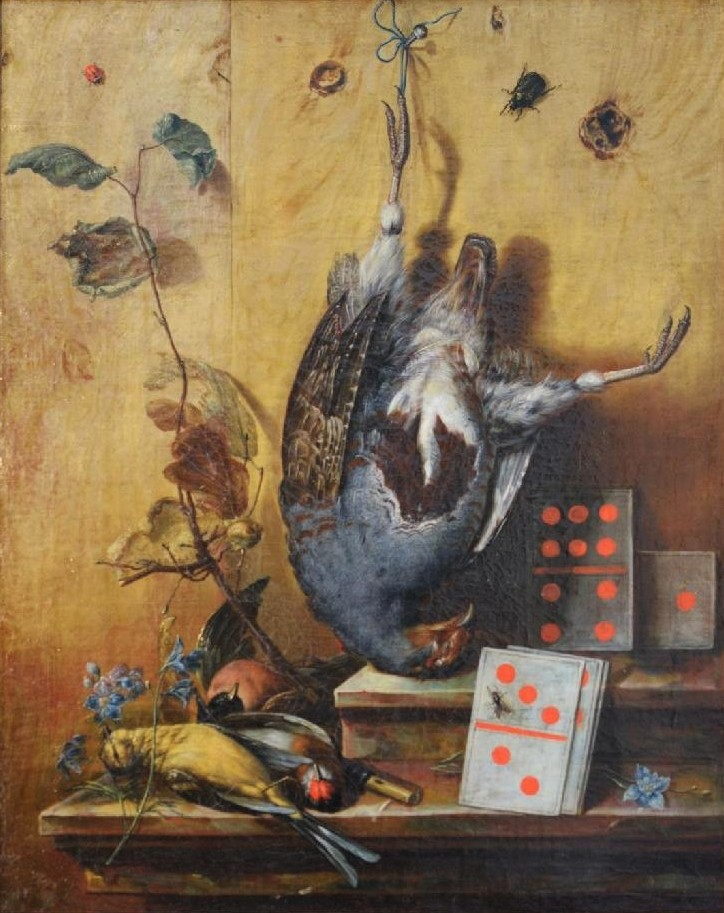
Jan Antonín Vocásek – Koroptev, ptáčci a větévka oříšků
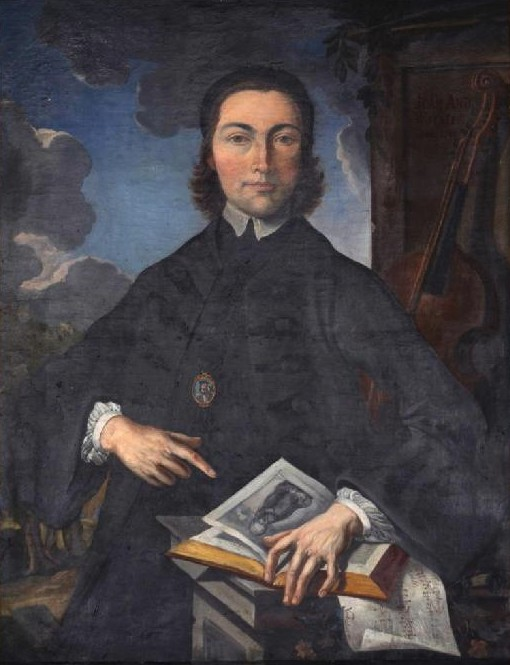
Jan Antonín Vocásek – Portrét P. Jana Václava Řeháka
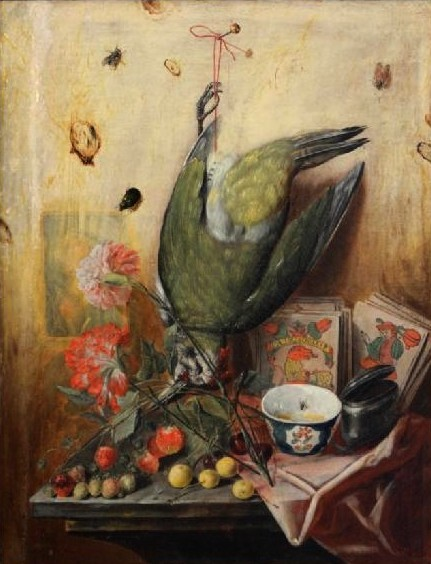
Jan Antonín Vocásek – Zátiší se žlunou, ovocem a kartami, signováno "I.A.HROSCHECKY P."